# Heathrow Airport Holdings
Heathrow Airport Holdings, anciennement British airports authority, est le propriétaire et le gestionnaire de quatre des principaux aéroports britanniques (sauf London Gatwick) et de plusieurs aéroports dans le reste du monde dont Naples. 
L'entreprise est la propriété d'un consortium dirigé par le fonds d'investissement français Ardian depuis 2024. Elle était la propriété entre 2006 et 2024 d'un consortium dirigé par le groupe espagnol Ferrovial.
À la suite d'une injonction des autorités britanniques de la concurrence, il ne gère plus que quatre équipements : l'aéroport de Londres Heathrow, l'aéroport international de Glasgow, l'aéroport d'Aberdeen et l'aéroport de Southampton.

## Histoire
La British Airports Authority fut créée en 1966 pour prendre en charge quatre aéroports nationaux britanniques, Londres Heathrow, Londres Gatwick, Stansted et Pretswick. Dans les années qui suivirent, elle prit la responsabilité des aéroports écossais de Glasgow, Edimbourgh et Aberdeen. L'entreprise fut privatisée par le gouvernement Thatcher. Au début des années 1990, elle revendit l'aéroport de Prestwick
Ces dernières années, elle étendit son activité à l'international avec certains contrats spécifiques avec l'aéroport international Logan à Boston et l'aéroport international Thurgood Marshall de Baltimore-Washington (via sa filiale BAA USA, Inc.) ou le contrat signé avec la ville d'Indianapolis pour la gestion complète de l'aéroport international d'Indianapolis (via BAA Indianapolis, Inc.).
En décembre 2005, BAA remporta la vente aux enchères avec une offre de 1,2 milliard de livres pour 75 % des parts de l'Aéroport international de Budapest-Ferihegy, plus grand aéroport de Hongrie, privatisé par le gouvernement hongrois mais après la prise de contrôle de BAA par le groupe Ferrovial en 2006, la décision fut prise de revendre les parts dans Ferihegy, ce qui fut fait en juin 2007 à un consortium mené par le groupe allemand HOCHTIEF, AirPort of Germany.
En juillet 2006, BAA passa sous contrôle d'un consortium mené par le groupe espagnol Ferrovial spécialisé dans les infrastructures, valorisant BAA à 10,1 milliards de livres (20 milliards d'euros). La compagnie fut donc retirée du London Stock Exchange (où elle faisait partie de l'indice FTSE 100) le 15 août 2006 et son nom changea de BAA plc à BAA Limited.
D'ailleurs, même si le nom officiel de la compagnie est BAA Limited où les lettres BAA n'ont plus de signification particulière, beaucoup y font encore référence comme British Airports Authority, aussi bien les médias que le grand public, alors que cette autorité, et donc son appellation officielle, ont cessé d'exister en 1986. Aussi, elle est fréquemment confondue avec British Airways (abrégé BA).
L'aéroport de Londres Gatwick a été vendu en octobre 2009 au fonds spécialisé Global Infrastructure Partnership, détenu à parité par General Electric et Crédit suisse pour 1,51 milliard de livres (1,657 milliard d'euros).

## Aéroports possédés et gérés par BAA
- Aéroport d'Aberdeen
- Aéroport d'Édimbourg
- Aéroport international de Glasgow
- Aéroport de Londres Heathrow
- Aéroport de Londres Stansted
- Aéroport de Southampton

## Aéroports gérés par BAA
- Australie
  - Aéroport d'Alice Springs
  - Aéroport international de Darwin
  - Aéroport de Launceston
  - Aéroport de Melbourne
  - Aéroport de Perth
  - Aéroport Tennant Creek
- Aéroport international d'Indianapolis
- Aéroport international de Naples

## Contrats spécifiques
- Aéroport international Thurgood Marshall de Baltimore-Washington
- Aéroport international Logan de Boston
- Aéroport international de Pittsburgh